# ووکووا (استان اشوی‌داشکسیه)
ووکووا (به لهستانی: Łukowa) یک منطقهٔ مسکونی در لهستان است که در گمینا خنچینه واقع شده‌است. ووکووا ۸۱۰ نفر جمعیت دارد.